# Crisoberillo

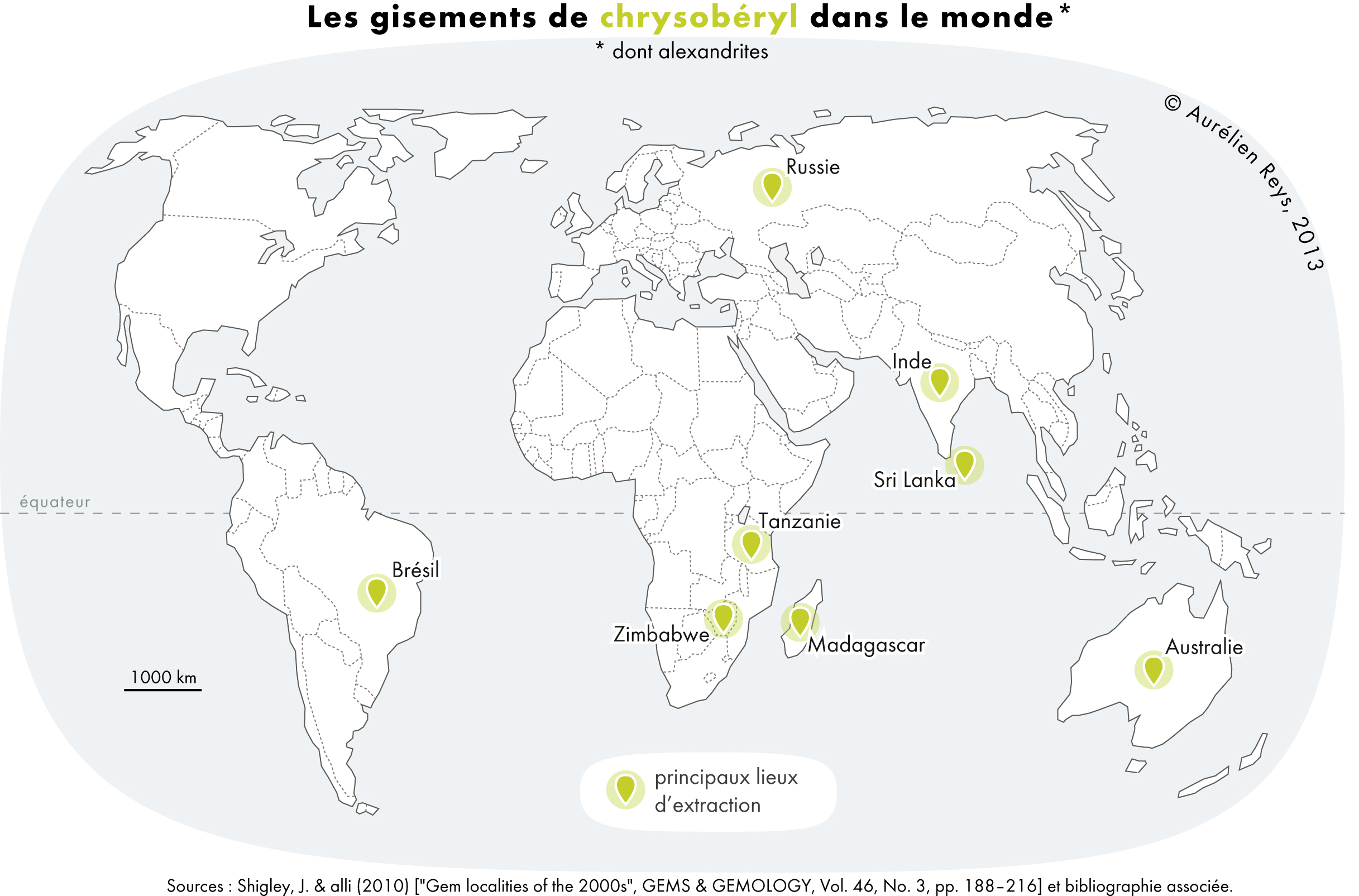
Principali paesi produttori di crisoberillo

Il crisoberillo è un minerale. È un alluminato del berillio, di colore giallo dorato.
Il nome deriva dal greco χρυσός chrysós "dorato" e da βήρυλλος bḗryllos "berillo".

## Abito cristallino
Tabulare. Prismi colonnari, trigeminati per compenetrazione.

## Origine e giacitura
In pegmatiti specialmente nei filoni pegmatitico-granitici, micascisti e più raramente in dolomie cristalline.
Prevalentemente in giacimenti alluvionali in Russia (Monti Urali), Stati Uniti d'America, Sri Lanka, Brasile, Zimbabwe, Madagascar.
Occasionalmente è stato trovato qualche campione anche in territorio italiano, nella zona di contatto delle pegmatiti a Colico sul lago di Como ed in Valtellina.

## Forma in cui si presenta in natura
Si trova principalmente in cristalli tabulari, frequentemente geminati in modo da produrre una forma caratteristica stellata pseudoesagonale.

## Varietà
- Alessandrite
- Cimofane

## Caratteristiche chimico-fisiche
Il minerale è inattaccabile dagli acidi, ma viene decomposto, tramite fusione, da KOH e KHSO4.
- Peso molecolare: 126,97 grammomolecole[1]
- Indici di rifrazione: α: 1,746; β1,748; γ1,756[3]
- Fluorescenza: assente[1]
- Geminazione: Generalmente secondo {130}, ma anche in forma pseudoesagonale secondo {010}[1].